# Фонтен ле Кроазиј
Фонтен ле Кроазиј (фр. Fontaine-lès-Croisilles) насеље је и општина у североисточној Француској у региону Север-Па де Кале, у департману Па де Кале која припада префектури Арас.
По подацима из 2011. године у општини је живело 279 становника, а густина насељености је износила 44,57 становника/km². Општина се простире на површини од 6,26 km². Налази се на средњој надморској висини од 63 метара (максималној 98 m, а минималној 57 m).

## Демографија
| 1962. | 1968. | 1975. | 1982. | 1990. | 1999. | 2011. |
| ----- | ----- | ----- | ----- | ----- | ----- | ----- |
| 215   | 235   | 222   | 228   | 238   | 257   | 279   |

График промене броја становника у току последњих година